# ميكا هوريوتشى
ميكا هوريوتشى (بالإنجليزية: Mika Horiuchi)‏ هو موسيقي أمريكي، ولد في 22 أبريل 1986.

## وصلات خارجية
- الموقع الرسمي